# Amblyraja badia
Amblyraja badia (лат.) — вид хрящевых рыб семейства ромбовых скатов отряда скатообразных. Обитают в центрально- и северо-восточной частях Тихого океана. Встречаются на глубине до 2324 м. Их крупные, уплощённые грудные плавники образуют диск в виде ромба со заострённым рылом. Максимальная зарегистрированная длина 100 см. Откладывают яйца. Рацион состоит из головоногих, ракообразных и мелких костистых рыб. Не являются объектом промысла. 

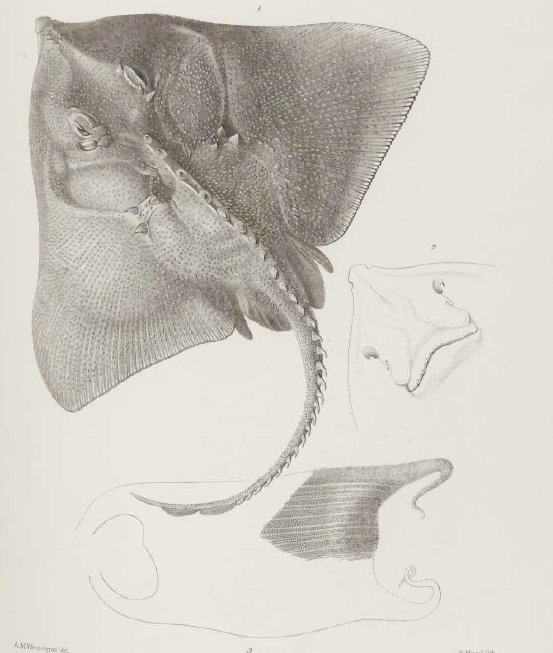
Оригинальная иллюстрация (1899)

## Таксономия
Впервые вид был научно описан в 1899 году как Raja badia. Видовой эпитет происходит от слова лат. badius — «коричневый».  

## Ареал
Эти батидемерсальные скаты обитают у восточного побережья Канады (Британская Колумбия, Юкатан), Мексики, Панамы и США. Встречаются на материковом склоне на глубине 846—2324 м.

## Описание
Широкие и плоские грудные плавники этих скатов образуют ромбический диск с треугольным рылом и закруглёнными краями. На вентральной стороне диска расположены 5 жаберных щелей, ноздри и рот. На тонком хвосте имеются латеральные складки. У этих скатов 2 редуцированных спинных плавника и редуцированный хвостовой плавник.      
Максимальная зарегистрированная длина 100 см.  Ширина диска превосходит длину. Рыло короткое и притуплённое, на кончике имеются шипы. Дорсальная поверхность плотно покрыта колючками, вентральная сторона голая. На лопаточной области расположено по 2—3 шипа, обычно образующих треугольник. Срединный туловищный ряд образован 24—29 шипами. Вдоль хвоста по обе стороны от него пролегают ряды мелких шипов. Хвост довольно короткий, к концу сужается. Шипы между спинными плавниками отсутствуют. Позади второго спинного плавника имеется крошечный хвостовой плавник. Окраска шоколадно-коричневого цвета с тёмными пятнышками. Лопасти брюшных плавников и хвост темнее основного фона. В верхней части брюха, вокруг рта, жаберных щелей и клоаки имеются беловатые области .

## Биология
Эти скаты откладывают яйца. Эмбрионы питаются исключительно желтком. Самцы достигают половой зрелости при длине около 120 см. Самцы становятся половозрелыми при длине 86—93 см. Самая маленькая свободноплавающая особь имела в длину 23 см. 
Рацион этих скатов состоит из донных головоногих, ракообразных и мелких рыб.

## Взаимодействие с человеком
Эти скаты не являются объектом целевого лова. Они попадаются в качестве прилова при промысле угольной рыбы. Международный союз охраны природы  присвоил виду охранный статус «Вызывающий наименьшие опасения».